# Cordia bantamensis
Cordia bantamensis är en strävbladig växtart som beskrevs av Carl Ludwig von Blume. Cordia bantamensis ingår i släktet Cordia, och familjen strävbladiga växter. Inga underarter finns listade i Catalogue of Life.